# Манихино (Тверская область)
Манихино — деревня в Удомельском городском округе Тверской области.

## География
Деревня находится в северной части Тверской области на расстоянии приблизительно 27 км на запад по прямой от железнодорожного вокзала города Удомля.

## История
Впервые упоминается в 1859 году. Дворов (хозяйств) было учтено 61 (1859), 93(1886), 87 (1911), 56 (1958), 40 (1986), 31(1999). В советский период истории работали колхозы «Пламя», «Передовик» и им. Дзержинского. До 2015 года входила в состав Мстинского сельского поселения до упразднения последнего. С 2015 года в составе Удомельского городского округа.

## Население
Численность населения: 420 человек (1859 год), 474 (1886), 455(1911), 150 (1958), 69(1986), 48 (1999), 47 (русские 98 %) в 2002 году, 46 в 2010.